# Иктунуп
Иктунуп — потухший вулкан на водоразделе Срединного хребта на полуострове Камчатка, Россия.
Вулкан расположен в верховья рек Ишкваям (приток реки Кутины) и Кевенэйваям (приток реки Левой Начики). Форма вулкана представляет собой пологий щит, на вершине которого располагается конус. Диаметр внешнего кратера вулкана — 0,8 км, внутреннего — 0,3 км. В географическом плане вулканическое сооружение занимает площадь — 20 км², объем изверженного материала 10 км³. Северные склоны вулкана в значительной мере перекрыты лавами вулкана Кахтаны. Абсолютная высота — 2300 м (1812 м на современных картах), относительная — около 600 м.
Вулкан сложен в основном лавовыми потоками. Деятельность вулкана относится к современному (голоценовому) периоду.
Вулкан входит в группу северного вулканического района, срединного вулканического пояса.